# Chapelle Saint-Mort de Haillot
La chapelle Sant-Mort est un petit édifice religieux catholique sis à Saint-Mort, un hameau de Haillot (Ohey), dans la province de Namur, en Belgique. Construite au XVIIe siècle, là ou saint Mort aurait vécu et serait mort, la chapelle fut lieu de vénération et pèlerinage jusqu’à la Première Guerre mondiale.

## Histoire
Le culte de saint Mort a son origine dans le récit (1466) de Gérard de Gingelom, moine de l’abbaye Saint-Laurent (Liège) qui, réfugié à Huy au XVe siècle, se renseigna sur la légende locale de saint Mort, faisant état d’un bébé mort-né qui revint à la vie lorsque présenté à la Vierge-Marie dans une église hutoire (qui porte aujourd’hui son nom). Au baptême on l’appela ‘Mort-né’. Devenu moine-ermite au service des chanoinesses d’Andenne, le moine ‘Mort’ (plus tard appelé ‘Maur’) aurait vécu dans la grande forêt du Condroz et serait mort, assassiné par des brigands, en 613, là où se trouve la chapelle. 
Ce  récit popularisa dans la région de Huy-Andenne le culte au saint ermite qui fut reconnu comme ‘saint’ en 1621. C’est à cette époque que fut construite la chapelle qui attira les pèlerins et ceux qui invoquaient le saint pour le soulagement de maux de dents et la croissance tardive des enfants. Au croisement de deux routes de campagne entre Coutisse et Haillot, la chapelle a donné naissance au hameau qui porte le même nom de ‘Saint-Mort’. 
A l’intérieur de la chapelle, on peut voir, par une ouverture sous l’autel, un rocher qui est touché et vénéré par les pèlerins. Autour de l’ouverture, en un demi-cercle, est écrit : «L'AN 613 DE CE LIEU ST-MORT MONTA AUX CIEUX» .
Jusqu’à la Première Guerre mondiale le culte et la vénération de saint Mort étaient encore très vivaces dans la région. Des églises lui sont dédiées à Huy, Andenne et Cointe. Le premier dimanche du mois d’août était le jour de procession solennelle qu’accompagnaient de nombreux pèlerins.